# Dysphania fenestrata
Dysphania fenestrata là một loài bướm đêm trong họ Geometridae.